# 1493
Portal Geschichte | Portal Biografien | Aktuelle Ereignisse | Jahreskalender | Tagesartikel

◄ |
14. Jahrhundert |
15. Jahrhundert
| 16. Jahrhundert | ►

◄ |
1460er |
1470er |
1480er |
1490er
| 1500er | 1510er | 1520er | ►

◄◄ |
◄ |
1489 |
1490 |
1491 |
1492 |
1493
| 1494 | 1495 | 1496 | 1497 | ► | ►►
Staatsoberhäupter  · Nekrolog  · Literaturjahr
| Januar | Januar | Januar | Januar | Januar | Januar | Januar | Januar |
| Kw     | Mo     | Di     | Mi     | Do     | Fr     | Sa     | So     |
| 1      |        | 1      | 2      | 3      | 4      | 5      | 6      |
| 2      | 7      | 8      | 9      | 10     | 11     | 12     | 13     |
| 3      | 14     | 15     | 16     | 17     | 18     | 19     | 20     |
| 4      | 21     | 22     | 23     | 24     | 25     | 26     | 27     |
| 5      | 28     | 29     | 30     | 31     |        |        |        |
| ------ | ------ | ------ | ------ | ------ | ------ | ------ | ------ |

| Februar | Februar | Februar | Februar | Februar | Februar | Februar | Februar |
| Kw      | Mo      | Di      | Mi      | Do      | Fr      | Sa      | So      |
| 5       |         |         |         |         | 1       | 2       | 3       |
| 6       | 4       | 5       | 6       | 7       | 8       | 9       | 10      |
| 7       | 11      | 12      | 13      | 14      | 15      | 16      | 17      |
| 8       | 18      | 19      | 20      | 21      | 22      | 23      | 24      |
| 9       | 25      | 26      | 27      | 28      |         |         |         |
| ------- | ------- | ------- | ------- | ------- | ------- | ------- | ------- |

| März | März | März | März | März | März | März | März |
| Kw   | Mo   | Di   | Mi   | Do   | Fr   | Sa   | So   |
| 9    |      |      |      |      | 1    | 2    | 3    |
| 10   | 4    | 5    | 6    | 7    | 8    | 9    | 10   |
| 11   | 11   | 12   | 13   | 14   | 15   | 16   | 17   |
| 12   | 18   | 19   | 20   | 21   | 22   | 23   | 24   |
| 13   | 25   | 26   | 27   | 28   | 29   | 30   | 31   |
| ---- | ---- | ---- | ---- | ---- | ---- | ---- | ---- |

| April | April | April | April | April | April | April | April |
| Kw    | Mo    | Di    | Mi    | Do    | Fr    | Sa    | So    |
| 14    | 1     | 2     | 3     | 4     | 5     | 6     | 7     |
| 15    | 8     | 9     | 10    | 11    | 12    | 13    | 14    |
| 16    | 15    | 16    | 17    | 18    | 19    | 20    | 21    |
| 17    | 22    | 23    | 24    | 25    | 26    | 27    | 28    |
| 18    | 29    | 30    |       |       |       |       |       |
| ----- | ----- | ----- | ----- | ----- | ----- | ----- | ----- |

| Mai | Mai | Mai | Mai | Mai | Mai | Mai | Mai |
| Kw  | Mo  | Di  | Mi  | Do  | Fr  | Sa  | So  |
| 18  |     |     | 1   | 2   | 3   | 4   | 5   |
| 19  | 6   | 7   | 8   | 9   | 10  | 11  | 12  |
| 20  | 13  | 14  | 15  | 16  | 17  | 18  | 19  |
| 21  | 20  | 21  | 22  | 23  | 24  | 25  | 26  |
| 22  | 27  | 28  | 29  | 30  | 31  |     |     |
| --- | --- | --- | --- | --- | --- | --- | --- |

| Juni | Juni | Juni | Juni | Juni | Juni | Juni | Juni |
| Kw   | Mo   | Di   | Mi   | Do   | Fr   | Sa   | So   |
| 22   |      |      |      |      |      | 1    | 2    |
| 23   | 3    | 4    | 5    | 6    | 7    | 8    | 9    |
| 24   | 10   | 11   | 12   | 13   | 14   | 15   | 16   |
| 25   | 17   | 18   | 19   | 20   | 21   | 22   | 23   |
| 26   | 24   | 25   | 26   | 27   | 28   | 29   | 30   |
| ---- | ---- | ---- | ---- | ---- | ---- | ---- | ---- |

| Juli | Juli | Juli | Juli | Juli | Juli | Juli | Juli |
| Kw   | Mo   | Di   | Mi   | Do   | Fr   | Sa   | So   |
| 27   | 1    | 2    | 3    | 4    | 5    | 6    | 7    |
| 28   | 8    | 9    | 10   | 11   | 12   | 13   | 14   |
| 29   | 15   | 16   | 17   | 18   | 19   | 20   | 21   |
| 30   | 22   | 23   | 24   | 25   | 26   | 27   | 28   |
| 31   | 29   | 30   | 31   |      |      |      |      |
| ---- | ---- | ---- | ---- | ---- | ---- | ---- | ---- |

| August | August | August | August | August | August | August | August |
| Kw     | Mo     | Di     | Mi     | Do     | Fr     | Sa     | So     |
| 31     |        |        |        | 1      | 2      | 3      | 4      |
| 32     | 5      | 6      | 7      | 8      | 9      | 10     | 11     |
| 33     | 12     | 13     | 14     | 15     | 16     | 17     | 18     |
| 34     | 19     | 20     | 21     | 22     | 23     | 24     | 25     |
| 35     | 26     | 27     | 28     | 29     | 30     | 31     |        |
| ------ | ------ | ------ | ------ | ------ | ------ | ------ | ------ |

| September | September | September | September | September | September | September | September |
| Kw        | Mo        | Di        | Mi        | Do        | Fr        | Sa        | So        |
| 35        |           |           |           |           |           |           | 1         |
| 36        | 2         | 3         | 4         | 5         | 6         | 7         | 8         |
| 37        | 9         | 10        | 11        | 12        | 13        | 14        | 15        |
| 38        | 16        | 17        | 18        | 19        | 20        | 21        | 22        |
| 39        | 23        | 24        | 25        | 26        | 27        | 28        | 29        |
| 40        | 30        |           |           |           |           |           |           |
| --------- | --------- | --------- | --------- | --------- | --------- | --------- | --------- |

| Oktober | Oktober | Oktober | Oktober | Oktober | Oktober | Oktober | Oktober |
| Kw      | Mo      | Di      | Mi      | Do      | Fr      | Sa      | So      |
| 40      |         | 1       | 2       | 3       | 4       | 5       | 6       |
| 41      | 7       | 8       | 9       | 10      | 11      | 12      | 13      |
| 42      | 14      | 15      | 16      | 17      | 18      | 19      | 20      |
| 43      | 21      | 22      | 23      | 24      | 25      | 26      | 27      |
| 44      | 28      | 29      | 30      | 31      |         |         |         |
| ------- | ------- | ------- | ------- | ------- | ------- | ------- | ------- |

| November | November | November | November | November | November | November | November |
| Kw       | Mo       | Di       | Mi       | Do       | Fr       | Sa       | So       |
| 44       |          |          |          |          | 1        | 2        | 3        |
| 45       | 4        | 5        | 6        | 7        | 8        | 9        | 10       |
| 46       | 11       | 12       | 13       | 14       | 15       | 16       | 17       |
| 47       | 18       | 19       | 20       | 21       | 22       | 23       | 24       |
| 48       | 25       | 26       | 27       | 28       | 29       | 30       |          |
| -------- | -------- | -------- | -------- | -------- | -------- | -------- | -------- |

| Dezember | Dezember | Dezember | Dezember | Dezember | Dezember | Dezember | Dezember |
| Kw       | Mo       | Di       | Mi       | Do       | Fr       | Sa       | So       |
| 48       |          |          |          |          |          |          | 1        |
| 49       | 2        | 3        | 4        | 5        | 6        | 7        | 8        |
| 50       | 9        | 10       | 11       | 12       | 13       | 14       | 15       |
| 51       | 16       | 17       | 18       | 19       | 20       | 21       | 22       |
| 52       | 23       | 24       | 25       | 26       | 27       | 28       | 29       |
| 1        | 30       | 31       |          |          |          |          |          |
| -------- | -------- | -------- | -------- | -------- | -------- | -------- | -------- |

| Januar | Januar | Januar | Januar | Januar | Januar | Januar | Januar |
| Kw     | Mo     | Di     | Mi     | Do     | Fr     | Sa     | So     |
| 1      |        | 1      | 2      | 3      | 4      | 5      | 6      |
| 2      | 7      | 8      | 9      | 10     | 11     | 12     | 13     |
| 3      | 14     | 15     | 16     | 17     | 18     | 19     | 20     |
| 4      | 21     | 22     | 23     | 24     | 25     | 26     | 27     |
| 5      | 28     | 29     | 30     | 31     |        |        |        |
| ------ | ------ | ------ | ------ | ------ | ------ | ------ | ------ |

| Februar | Februar | Februar | Februar | Februar | Februar | Februar | Februar |
| Kw      | Mo      | Di      | Mi      | Do      | Fr      | Sa      | So      |
| 5       |         |         |         |         | 1       | 2       | 3       |
| 6       | 4       | 5       | 6       | 7       | 8       | 9       | 10      |
| 7       | 11      | 12      | 13      | 14      | 15      | 16      | 17      |
| 8       | 18      | 19      | 20      | 21      | 22      | 23      | 24      |
| 9       | 25      | 26      | 27      | 28      |         |         |         |
| ------- | ------- | ------- | ------- | ------- | ------- | ------- | ------- |

| März | März | März | März | März | März | März | März |
| Kw   | Mo   | Di   | Mi   | Do   | Fr   | Sa   | So   |
| 9    |      |      |      |      | 1    | 2    | 3    |
| 10   | 4    | 5    | 6    | 7    | 8    | 9    | 10   |
| 11   | 11   | 12   | 13   | 14   | 15   | 16   | 17   |
| 12   | 18   | 19   | 20   | 21   | 22   | 23   | 24   |
| 13   | 25   | 26   | 27   | 28   | 29   | 30   | 31   |
| ---- | ---- | ---- | ---- | ---- | ---- | ---- | ---- |

| April | April | April | April | April | April | April | April |
| Kw    | Mo    | Di    | Mi    | Do    | Fr    | Sa    | So    |
| 14    | 1     | 2     | 3     | 4     | 5     | 6     | 7     |
| 15    | 8     | 9     | 10    | 11    | 12    | 13    | 14    |
| 16    | 15    | 16    | 17    | 18    | 19    | 20    | 21    |
| 17    | 22    | 23    | 24    | 25    | 26    | 27    | 28    |
| 18    | 29    | 30    |       |       |       |       |       |
| ----- | ----- | ----- | ----- | ----- | ----- | ----- | ----- |

| Mai | Mai | Mai | Mai | Mai | Mai | Mai | Mai |
| Kw  | Mo  | Di  | Mi  | Do  | Fr  | Sa  | So  |
| 18  |     |     | 1   | 2   | 3   | 4   | 5   |
| 19  | 6   | 7   | 8   | 9   | 10  | 11  | 12  |
| 20  | 13  | 14  | 15  | 16  | 17  | 18  | 19  |
| 21  | 20  | 21  | 22  | 23  | 24  | 25  | 26  |
| 22  | 27  | 28  | 29  | 30  | 31  |     |     |
| --- | --- | --- | --- | --- | --- | --- | --- |

| Juni | Juni | Juni | Juni | Juni | Juni | Juni | Juni |
| Kw   | Mo   | Di   | Mi   | Do   | Fr   | Sa   | So   |
| 22   |      |      |      |      |      | 1    | 2    |
| 23   | 3    | 4    | 5    | 6    | 7    | 8    | 9    |
| 24   | 10   | 11   | 12   | 13   | 14   | 15   | 16   |
| 25   | 17   | 18   | 19   | 20   | 21   | 22   | 23   |
| 26   | 24   | 25   | 26   | 27   | 28   | 29   | 30   |
| ---- | ---- | ---- | ---- | ---- | ---- | ---- | ---- |

| Juli | Juli | Juli | Juli | Juli | Juli | Juli | Juli |
| Kw   | Mo   | Di   | Mi   | Do   | Fr   | Sa   | So   |
| 27   | 1    | 2    | 3    | 4    | 5    | 6    | 7    |
| 28   | 8    | 9    | 10   | 11   | 12   | 13   | 14   |
| 29   | 15   | 16   | 17   | 18   | 19   | 20   | 21   |
| 30   | 22   | 23   | 24   | 25   | 26   | 27   | 28   |
| 31   | 29   | 30   | 31   |      |      |      |      |
| ---- | ---- | ---- | ---- | ---- | ---- | ---- | ---- |

| August | August | August | August | August | August | August | August |
| Kw     | Mo     | Di     | Mi     | Do     | Fr     | Sa     | So     |
| 31     |        |        |        | 1      | 2      | 3      | 4      |
| 32     | 5      | 6      | 7      | 8      | 9      | 10     | 11     |
| 33     | 12     | 13     | 14     | 15     | 16     | 17     | 18     |
| 34     | 19     | 20     | 21     | 22     | 23     | 24     | 25     |
| 35     | 26     | 27     | 28     | 29     | 30     | 31     |        |
| ------ | ------ | ------ | ------ | ------ | ------ | ------ | ------ |

| September | September | September | September | September | September | September | September |
| Kw        | Mo        | Di        | Mi        | Do        | Fr        | Sa        | So        |
| 35        |           |           |           |           |           |           | 1         |
| 36        | 2         | 3         | 4         | 5         | 6         | 7         | 8         |
| 37        | 9         | 10        | 11        | 12        | 13        | 14        | 15        |
| 38        | 16        | 17        | 18        | 19        | 20        | 21        | 22        |
| 39        | 23        | 24        | 25        | 26        | 27        | 28        | 29        |
| 40        | 30        |           |           |           |           |           |           |
| --------- | --------- | --------- | --------- | --------- | --------- | --------- | --------- |

| Oktober | Oktober | Oktober | Oktober | Oktober | Oktober | Oktober | Oktober |
| Kw      | Mo      | Di      | Mi      | Do      | Fr      | Sa      | So      |
| 40      |         | 1       | 2       | 3       | 4       | 5       | 6       |
| 41      | 7       | 8       | 9       | 10      | 11      | 12      | 13      |
| 42      | 14      | 15      | 16      | 17      | 18      | 19      | 20      |
| 43      | 21      | 22      | 23      | 24      | 25      | 26      | 27      |
| 44      | 28      | 29      | 30      | 31      |         |         |         |
| ------- | ------- | ------- | ------- | ------- | ------- | ------- | ------- |

| November | November | November | November | November | November | November | November |
| Kw       | Mo       | Di       | Mi       | Do       | Fr       | Sa       | So       |
| 44       |          |          |          |          | 1        | 2        | 3        |
| 45       | 4        | 5        | 6        | 7        | 8        | 9        | 10       |
| 46       | 11       | 12       | 13       | 14       | 15       | 16       | 17       |
| 47       | 18       | 19       | 20       | 21       | 22       | 23       | 24       |
| 48       | 25       | 26       | 27       | 28       | 29       | 30       |          |
| -------- | -------- | -------- | -------- | -------- | -------- | -------- | -------- |

| Dezember | Dezember | Dezember | Dezember | Dezember | Dezember | Dezember | Dezember |
| Kw       | Mo       | Di       | Mi       | Do       | Fr       | Sa       | So       |
| 48       |          |          |          |          |          |          | 1        |
| 49       | 2        | 3        | 4        | 5        | 6        | 7        | 8        |
| 50       | 9        | 10       | 11       | 12       | 13       | 14       | 15       |
| 51       | 16       | 17       | 18       | 19       | 20       | 21       | 22       |
| 52       | 23       | 24       | 25       | 26       | 27       | 28       | 29       |
| 1        | 30       | 31       |          |          |          |          |          |
| -------- | -------- | -------- | -------- | -------- | -------- | -------- | -------- |

## Ereignisse

### Politik und Weltgeschehen

#### Spanische und Portugiesische Kolonialpolitik
- 3. Mai(?): Mit der Bulle Eximiae devotionis vertraut Papst Alexander VI. die neuentdeckten Länder und ihre Bevölkerung dem spanischen Königspaar an. Wahrscheinlich wird das Dokument erst im Juli erstellt und rückdatiert, um vor der am nächsten Tag folgenden Bulle Inter caetera eingeordnet werden zu können.
- 4. Mai: Alexander VI. legt in der Bulle Inter caetera die Demarkationslinie zwischen spanischen und portugiesischen Gebieten in der Neuen Welt fest.
- 25. Juni: Mit der Bulle Piis fidelium erteilt der Spanier Alexander VI. den spanischen Königen die Macht, die  Missionierung der von ihnen entdeckten Inseln und Länder in eigener Verantwortung zu leiten.
- 26. September: In der Bulle Dudum siquidem fasst Papst Alexander VI. die bisher an das spanische und das portugiesische Königshaus verliehenen Privilegien zusammen.

#### Die Reisen des Christoph Kolumbus
- 16. Januar: Christoph Kolumbus macht sich nach seiner Entdeckungsfahrt wieder auf den Weg zurück nach Europa.
- 4. März: Christoph Kolumbus trifft in Lissabon ein.

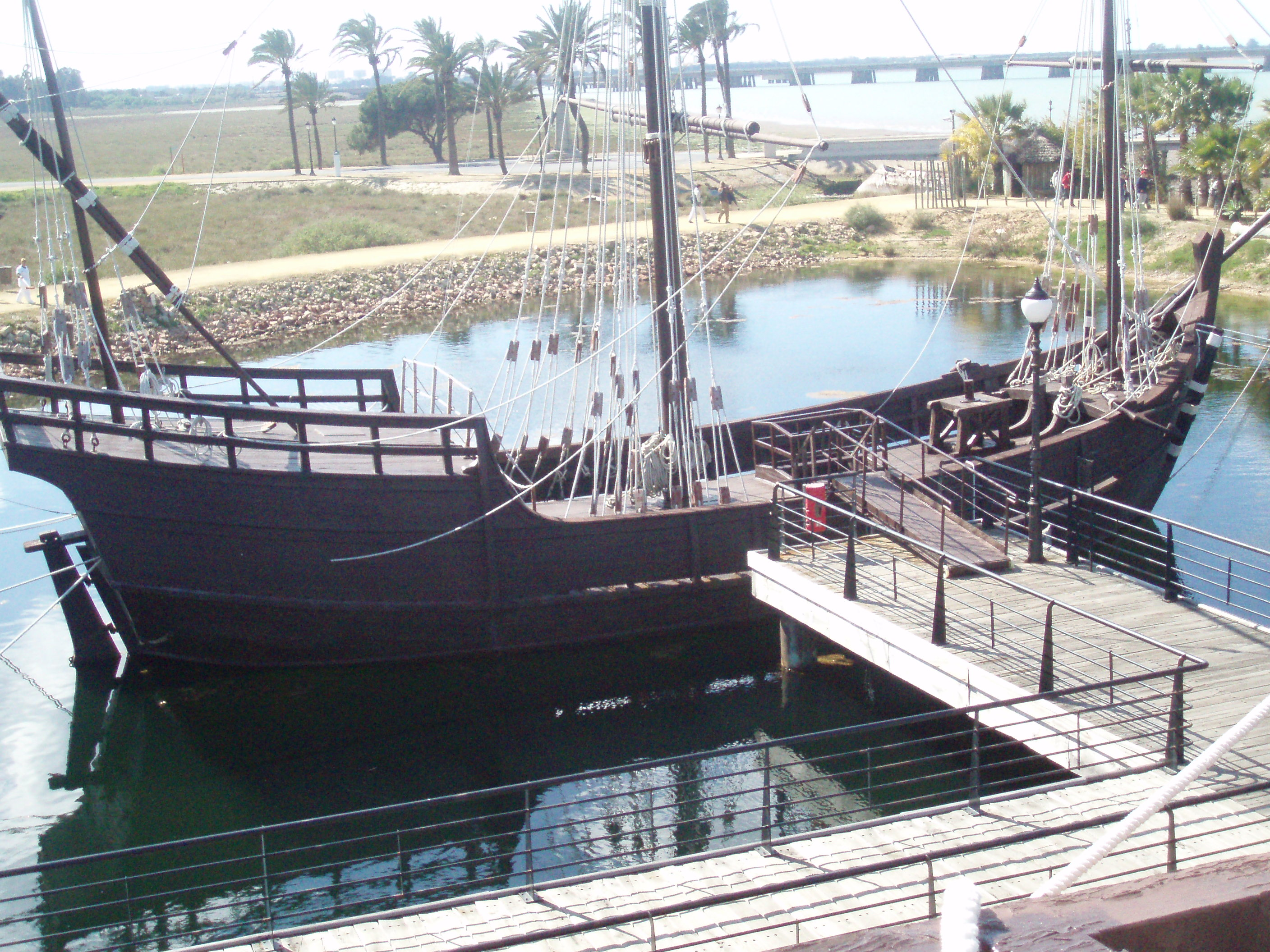
Nachbau der Niña in Palos de la Frontera

- 15. März: Kolumbus auf der Niña und Martín Alonso Pinzón auf der Pinta, die auf der Rückfahrt getrennt worden sind, erreichen gleichzeitig den spanischen Hafen Palos de la Frontera.
- In seinem Bericht an Ferdinand von Aragón und Isabella von Kastilien behauptet Kolumbus, er habe tatsächlich Asien entdeckt und könne „so viel Gold, wie sie brauchen“ und „so viele Sklaven, wie sie nachfragen“ aus diesen Gebieten mitbringen. Er wird daraufhin für eine zweite Reise mit 17 Schiffen und etwa 1500 Leuten ausgestattet.

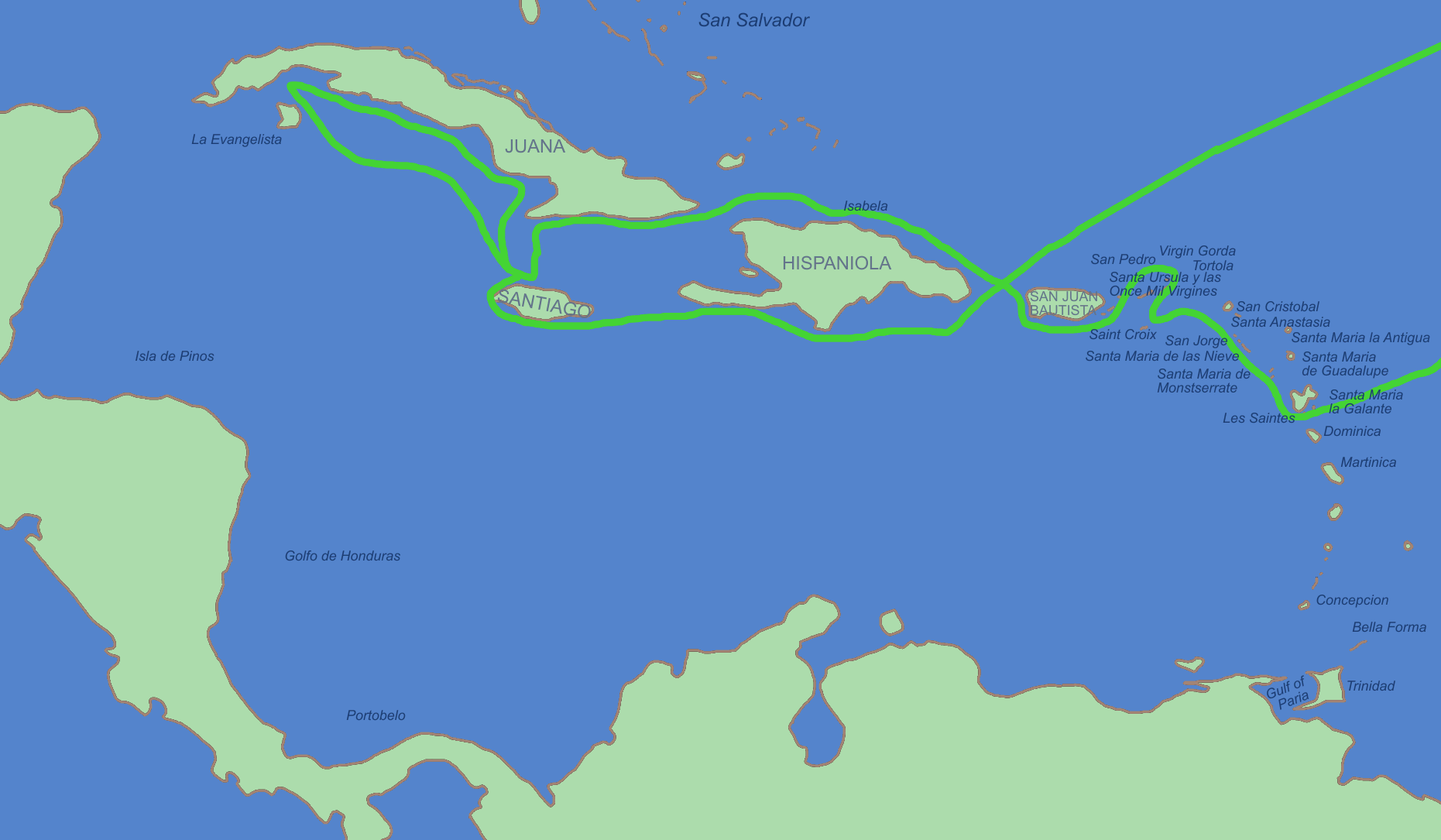
Zweite Reise des Kolumbus

- 25. September: Christoph Kolumbus bricht von Cádiz aus zu seiner zweiten Reise auf.
- November: Kolumbus entdeckt (in alphabetischer Reihenfolge): Antigua, Dominica (3. November), Guadeloupe (4. November), die Jungferninseln, Saba, Sint Eustatius, St. Martin, Montserrat und St. Kitts und Nevis.
- 4. November: Christoph Kolumbus landet bei seiner zweiten Fahrt als erster Europäer auf der Karibikinsel Guadeloupe. Ihm und seiner Crew werden als Willkommensgeschenk ihnen unbekannte Ananasfrüchte angeboten.
- 14. November: Christoph Kolumbus entdeckt auf seiner zweiten Reise die Karibikinsel Santa Cruz. Es kommt zum ersten gewaltsamen Zusammenstoß zwischen Europäern und amerikanischen Ureinwohnern.

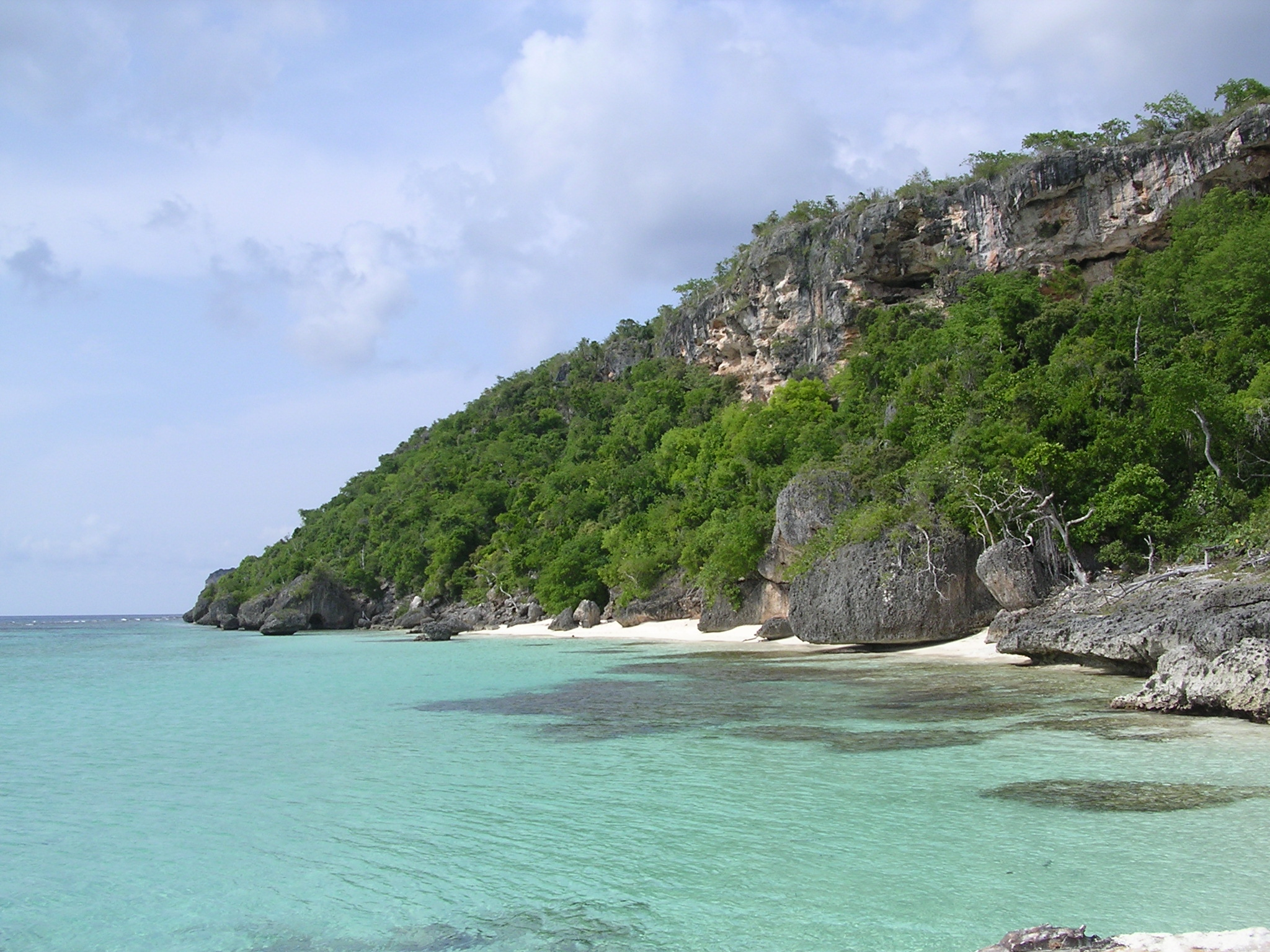
Mona Island, Puerto Rico

- 19. November: Kolumbus erreicht die Insel Mona.

#### Kanarische Inseln
- 3. Mai: Der andalusische Adlige Alonso Fernández de Lugo besiegt Tanausú, den Anführer des Stammes Aceró, und schließt damit die Eroberung der Kanareninsel La Palma ab. Zum Andenken an diesen Tag gründet er die Stadt Villa de Apurón, aus der sich die spätere Inselhauptstadt Santa Cruz de La Palma entwickelt.

#### Heiliges Römisches Reich / Frankreich

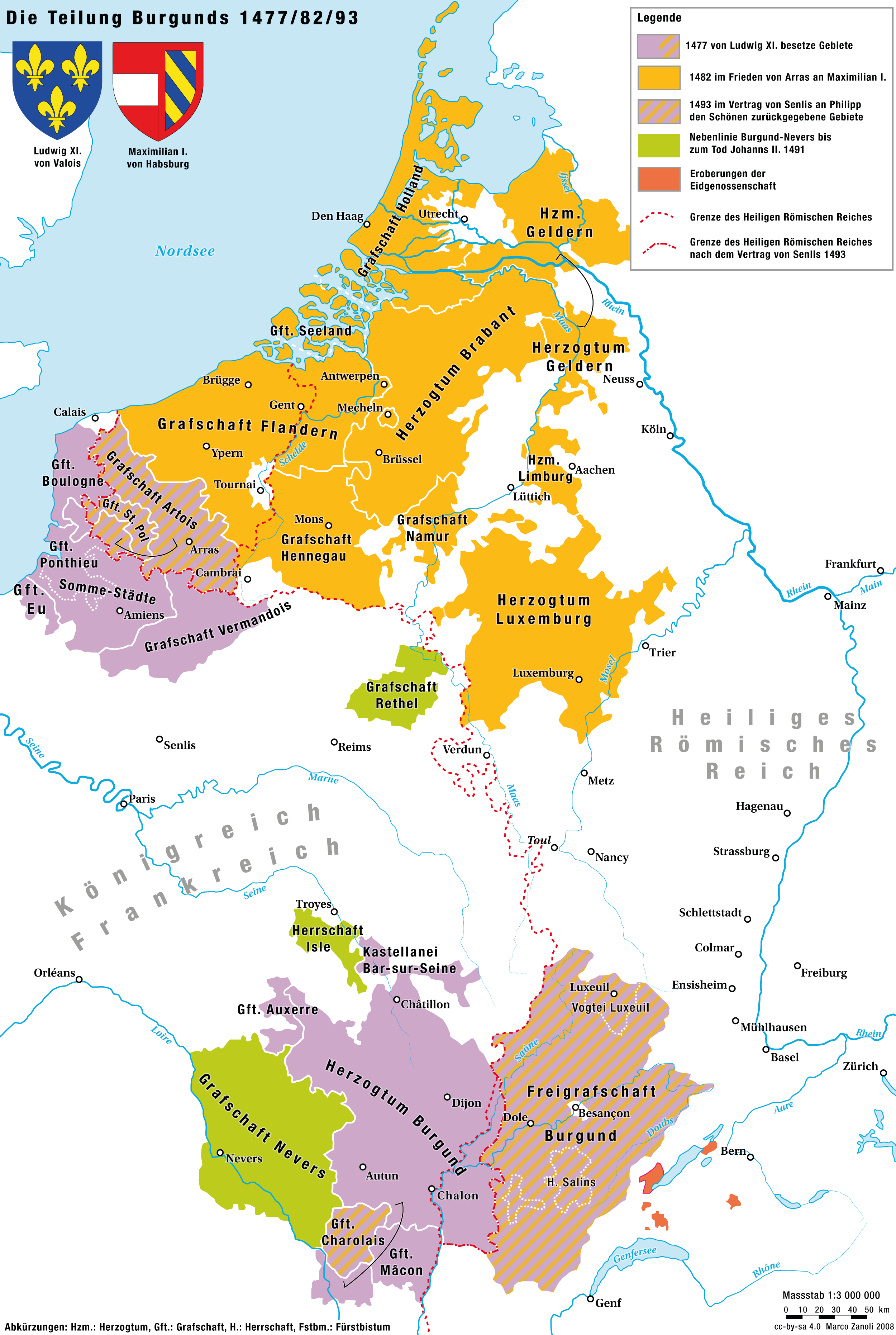
Die Aufteilung des burgundischen Erbes zwischen Frankreich und Habsburg bis 1493

- 23. Mai: Der Habsburger Maximilian I. erhält im Vertrag von Senlis vom französischen König Karl VIII. die Herrschaft über Burgund ohne die Picardie und die Bourgogne. Damit erreicht die Reichsgrenze gegen Frankreich ihren am weitesten nach Westen vorgeschobenen Verlauf in der gesamten Geschichte, rund 30–40 km westlich der französischen Sprachgrenze.

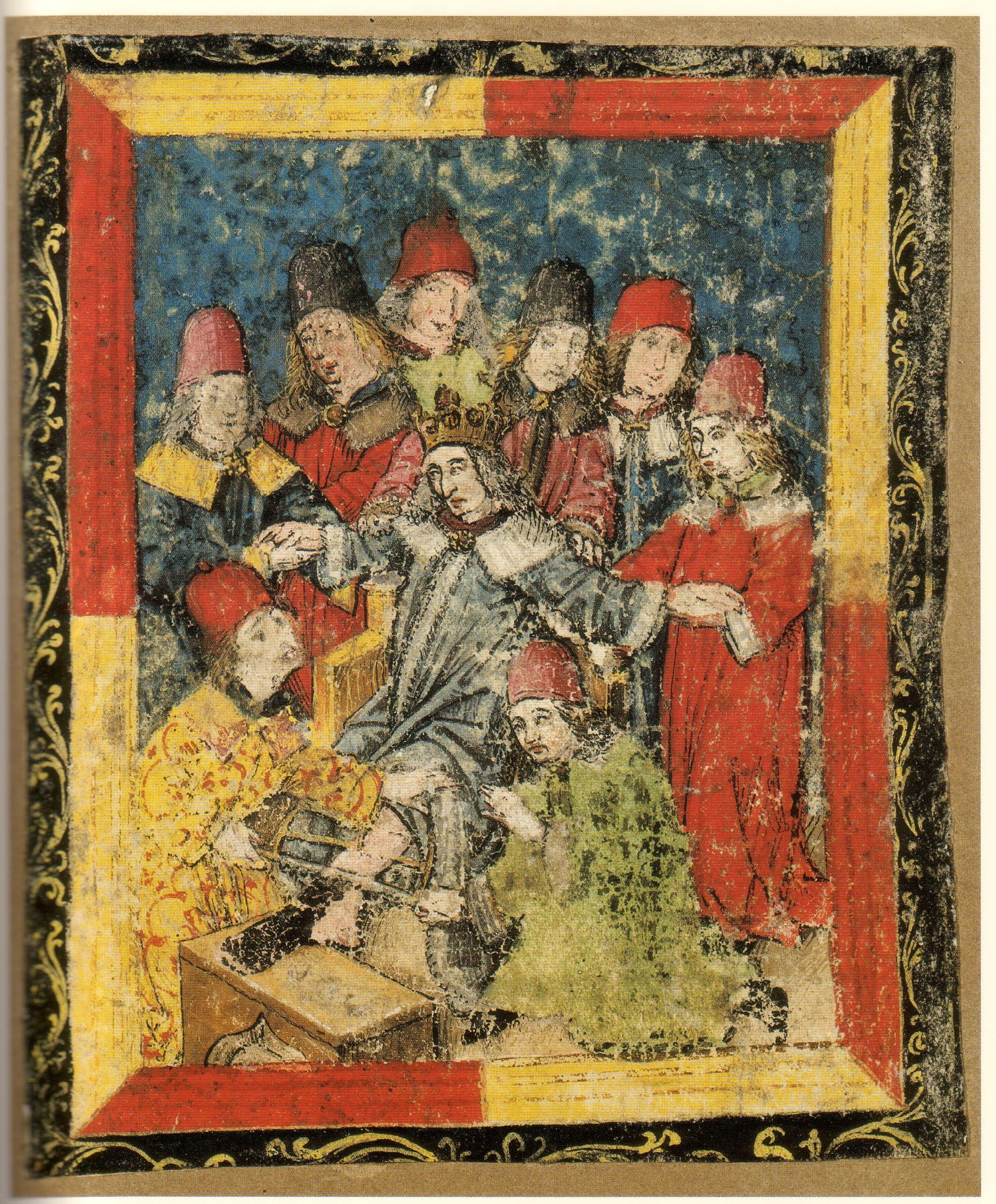
Darstellung der Beinamputation

- 8. Juni: Kaiser Friedrich III. muss sich aufgrund von Gangrän der Amputation seines kranken linken Beins unterziehen. Die Operation, die bei vollem Bewusstsein des Kaisers durchgeführt wird, verläuft zunächst erfolgreich, doch stirbt Friedrich am 19. August in Linz wahrscheinlich als Folge des Eingriffs. Seine Eingeweide werden am 24. August in der Linzer Stadtpfarrkirche getrennt beigesetzt. Wegen der Türkeneinfälle in Kärnten und der Krain verzögert sich die Ankunft Maximilians und damit auch die Beisetzungsfeier. Da Friedrichs Grabmal zu diesem Zeitpunkt noch nicht fertiggestellt ist, wird Friedrichs Leichnam Am 7. Dezember zunächst in der Herzogsgruft im Wiener Stephansdom bestattet.
- 19. August: Maximilian I. wird nach dem Tod seines Vaters Friedrich III. Erzherzog von Österreich. Als gekrönter römisch-deutscher König tritt er auch dessen Nachfolge im Reich an.

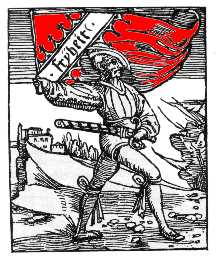
Aufständischer Bauer mit der Bundschuh-Fahne

- 110 Verschwörer im elsässischen Schlettstadt wählen den Bundschuh als ihr Symbol und gründen die bäuerliche Bundschuh-Bewegung. Sie wollen gegen das ungerechte und undurchsichtige Rechtssystem, hohe Steuern und die dadurch entstandene Verschuldung aufbegehren. Ziele sind die Plünderung und Vertreibung von Juden, Einführung eines Jubeljahres, mit dem alle Schulden verjähren sollten, Aufhebung des Zolls, Ungelds und anderer Lasten, Abschaffung des geistlichen und rottweilschen (Reichs-)Gerichts, Steuerbewilligungsrecht, Beschränkung der Pfarrer auf je eine Pfründe von 50–60 Gulden, Abschaffung der Ohrenbeichte und eigene, selbstgewählte Gerichte für jede Gemeinde. Der Aufstand wird rasch niedergeschlagen, die Anführer werden hingerichtet.
- Die Grafschaft Lingen wird von der Grafschaft Tecklenburg losgelöst. Graf Nikolaus III. von Tecklenburg-Schwerin wird im Friedensschluss von Hamm durch seinen zweitältesten Sohn Nikolaus gezwungen, ihm die Herrschaft über den Kernbereich seines Landes zu übergeben und sich selber aufs Altenteil nach Lingen zurückzuziehen.

#### Mittel- und Osteuropa
- 14. Mai: Nach dem Tod seines Vaters Johann III. erben seine Söhne Nikolaus IV., Johann IV. und Valentin das Herzogtum Ratibor, das sie gemeinsam verwalten.
- 9. September: In der Schlacht auf dem Krbava-Feld zwischen dem Osmanischen Reich und Kroatien im Staatsverband mit Ungarn kommt beinahe der gesamte kroatische Adel ums Leben.
- Russisch-Litauischer Krieg (1487–1494)

#### Inkareich

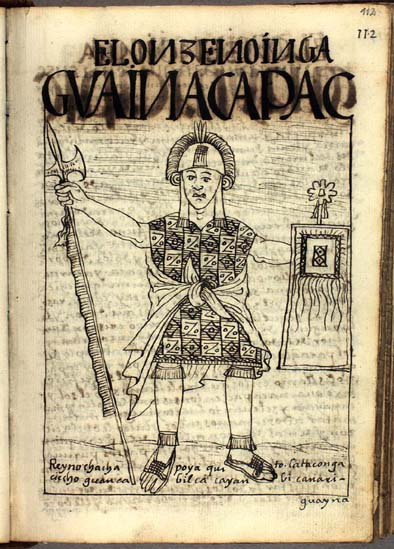
Huayna Cápac

- Huayna Cápac folgt im Alter von 17 Jahren seinem Vater Túpac Yupanqui auf den Thron des Inkareichs, nachdem dieser von Chuqui Ocllo, einer seiner Frauen, ermordet worden ist. Er ist der erste Inkaherrscher, der nicht in Qusqu geboren ist. Huayna Cápac führt die Ausdehnung des Reiches, die unter seinen Vorgängern begonnen hat, fort.

#### Asien
- Ashikaga Yoshizumi löst Ashikaga Yoshitane als japanischer Shōgun der Muromachi-Zeit ab, nachdem letzterer sich einflussreiche Feinde geschaffen hat und von der Familie Hosokawa abgesetzt wurde.

### Wissenschaft und Technik

#### Chinesische Mauer

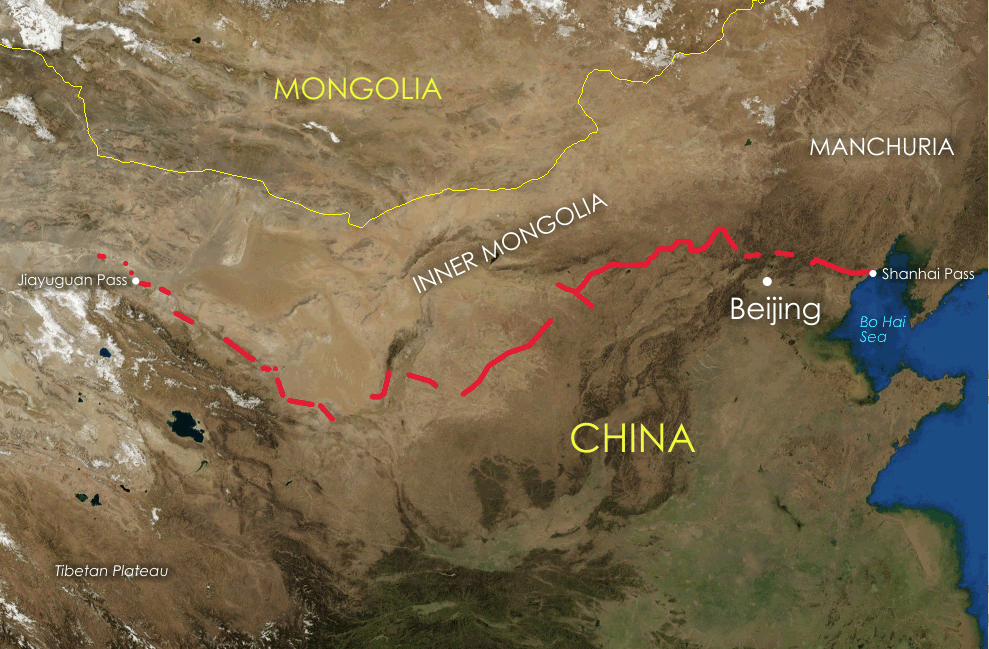
Verlauf der Ming-Mauer

- Kaiser Hongzhi aus der Ming-Dynastie beginnt mit dem Bau der Großen Mauer, die dem Schutz des Chinesischen Reiches gegen die Mongolen dienen soll.

#### Weltchroniken
- Der mittelniederdeutsche Chronist und Schriftsteller Hermann Bote beginnt mit dem Verfassen der Braunschweiger Weltchronik.
- 23. Dezember: Hartmann Schedel veröffentlicht in Nürnberg die Nürnberger Chronik, später besser bekannt als Schedelsche Weltchronik. Sie folgt der Tradition mittelalterlicher Chroniken, indem sie die Geschichte der Welt in „Weltalter“ darstellt. Das Sechste Weltalter: Geburt Christi bis zu seiner Gegenwart ist dabei das umfangreichste der Chronik.

Städteabbildungen aus der Schedelschen Weltchronik
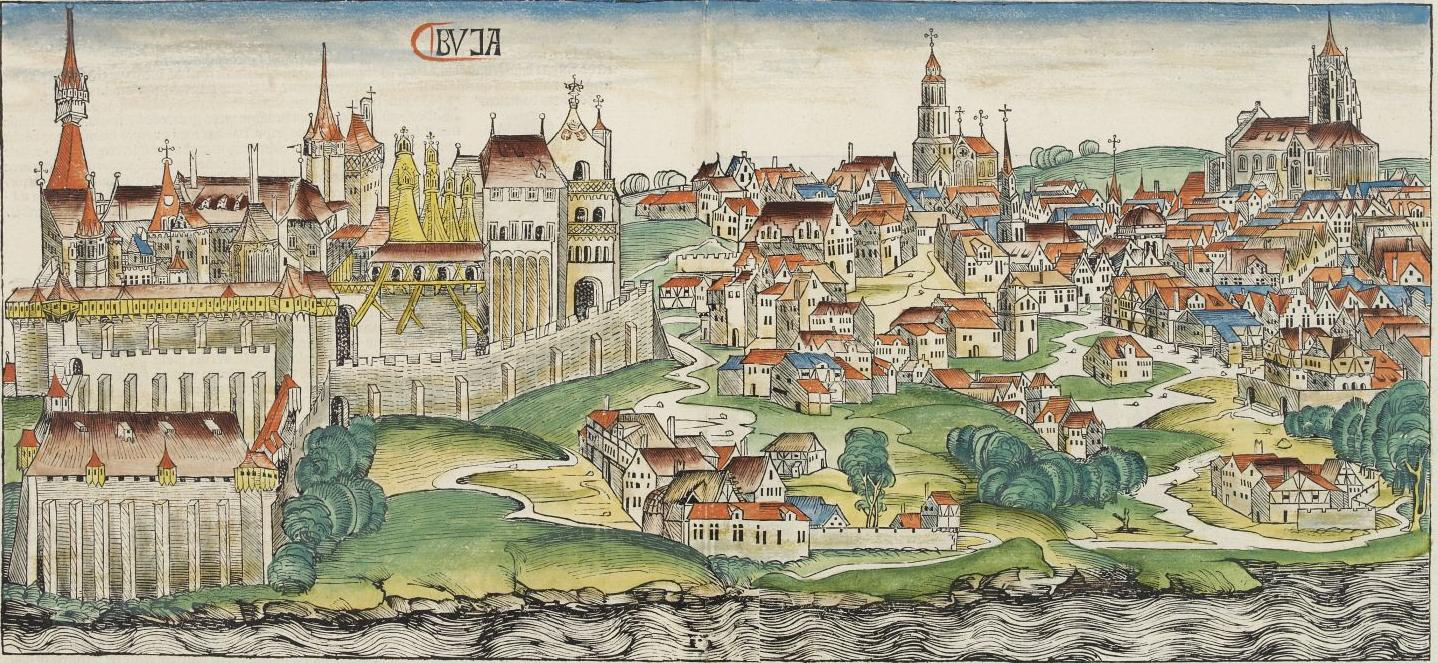
Buda
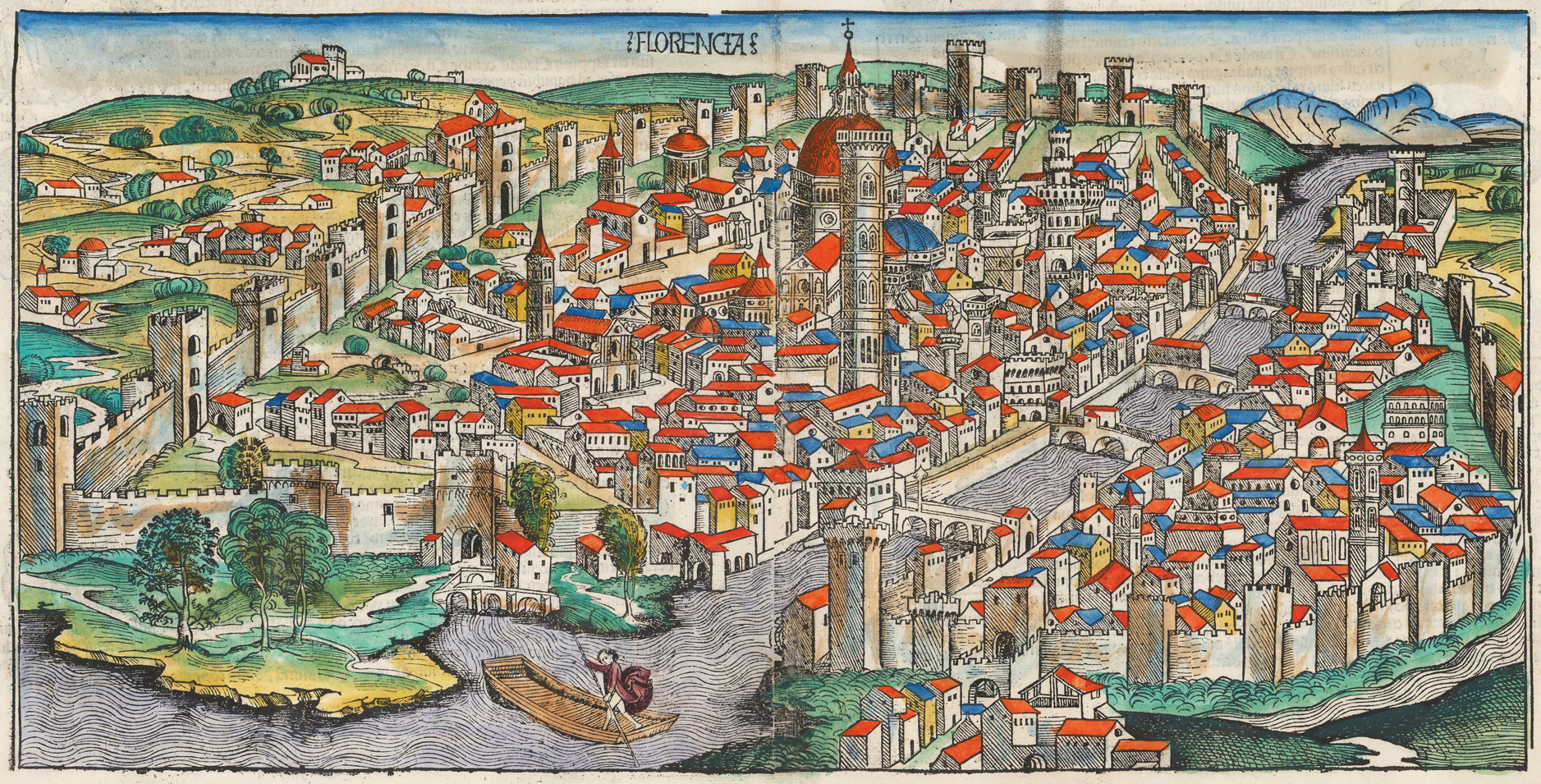
Florenz
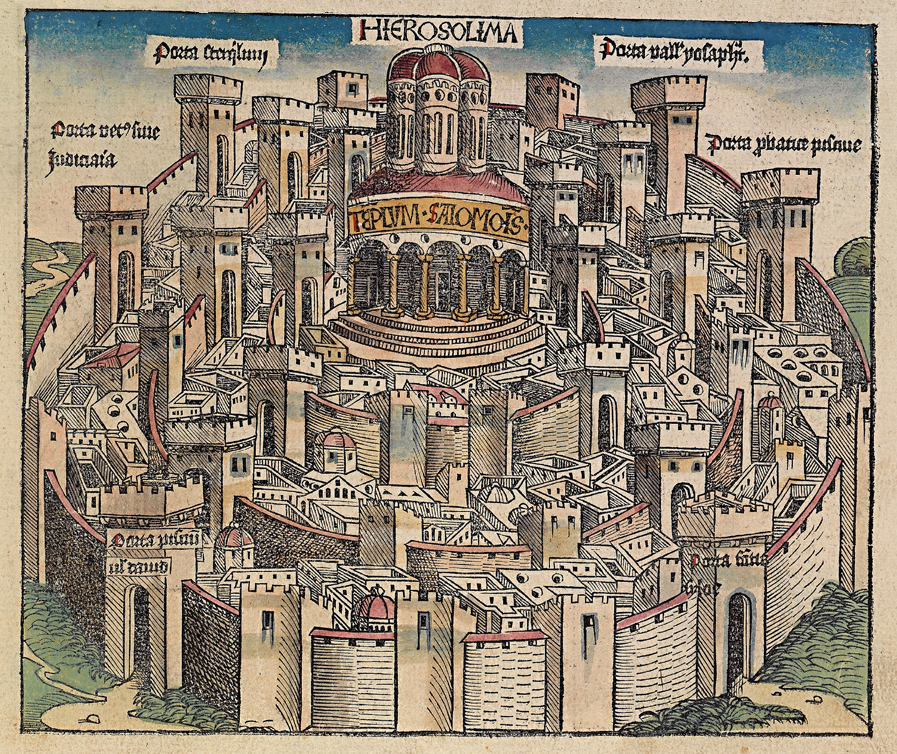
Jerusalem
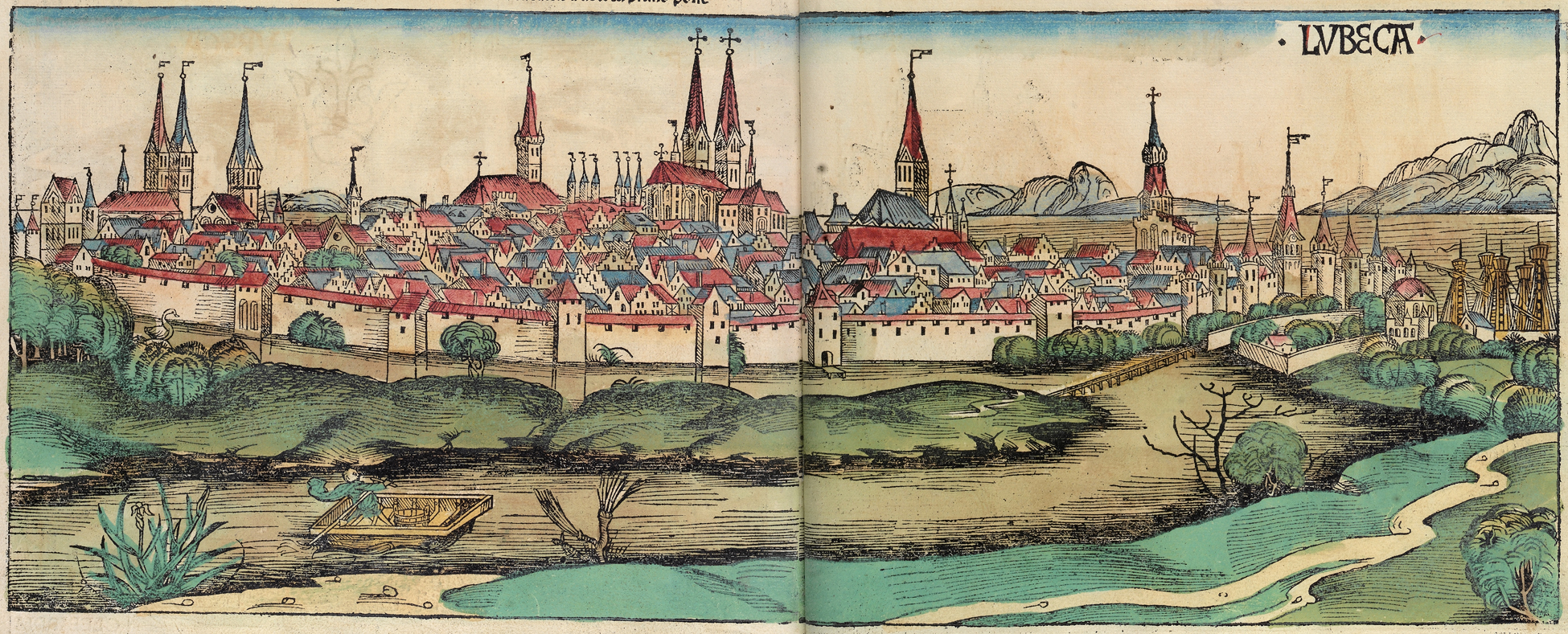
Lübeck
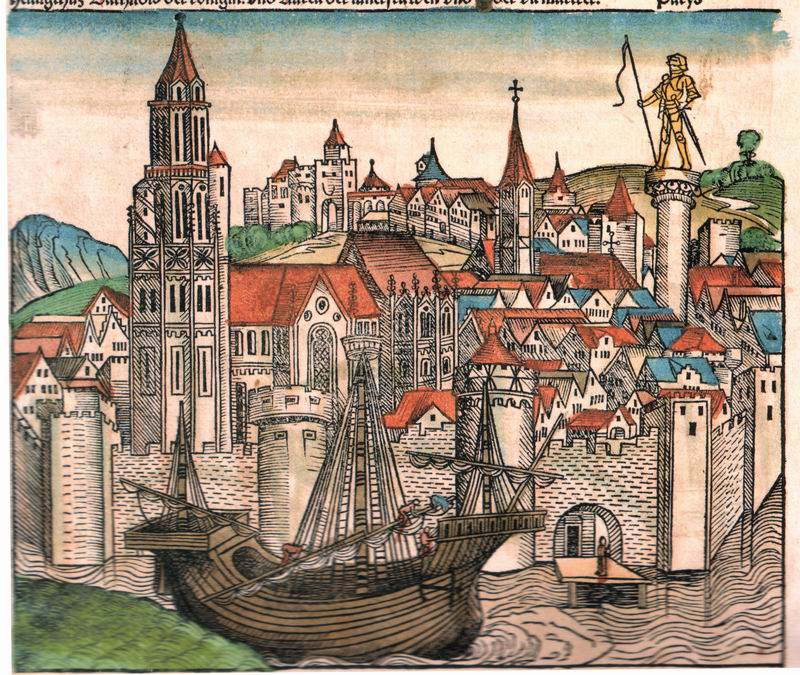
Paris
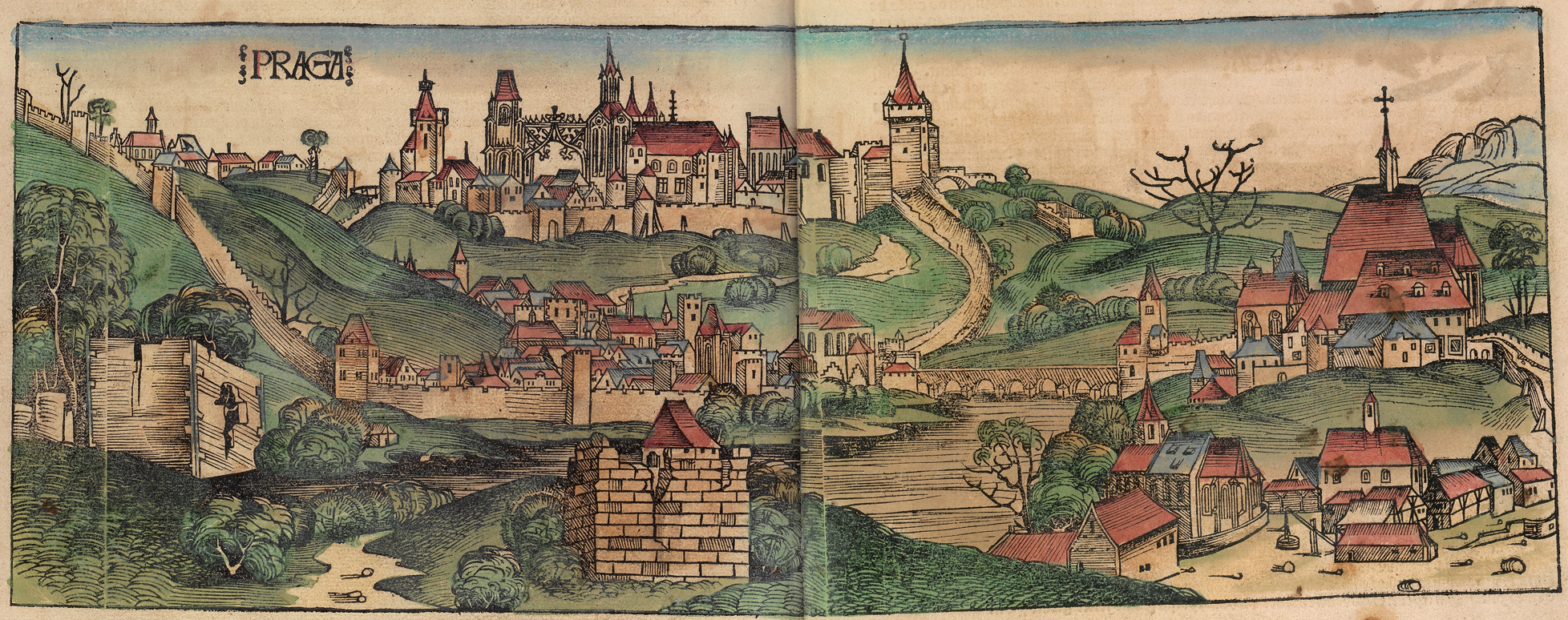
Prag
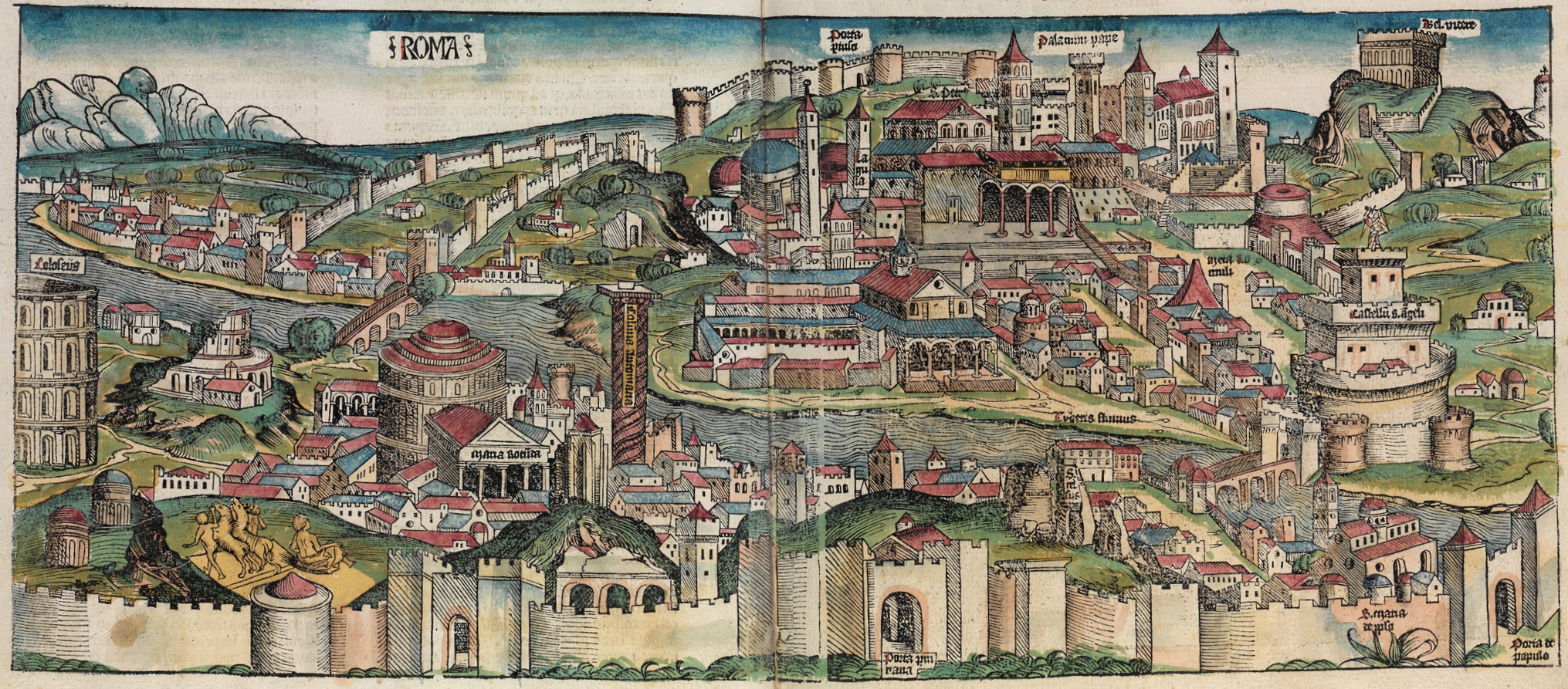
Rom
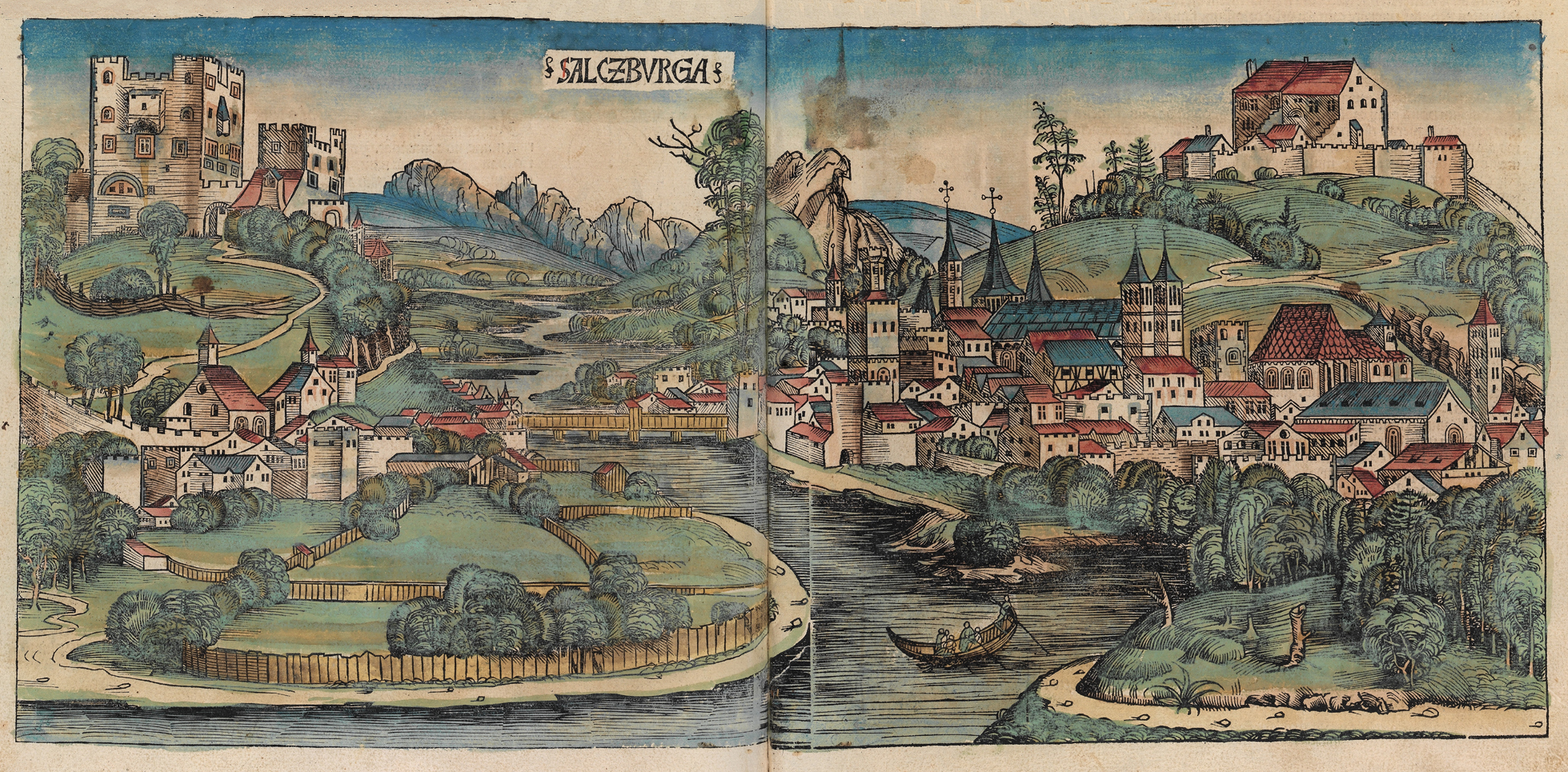
Salzburg
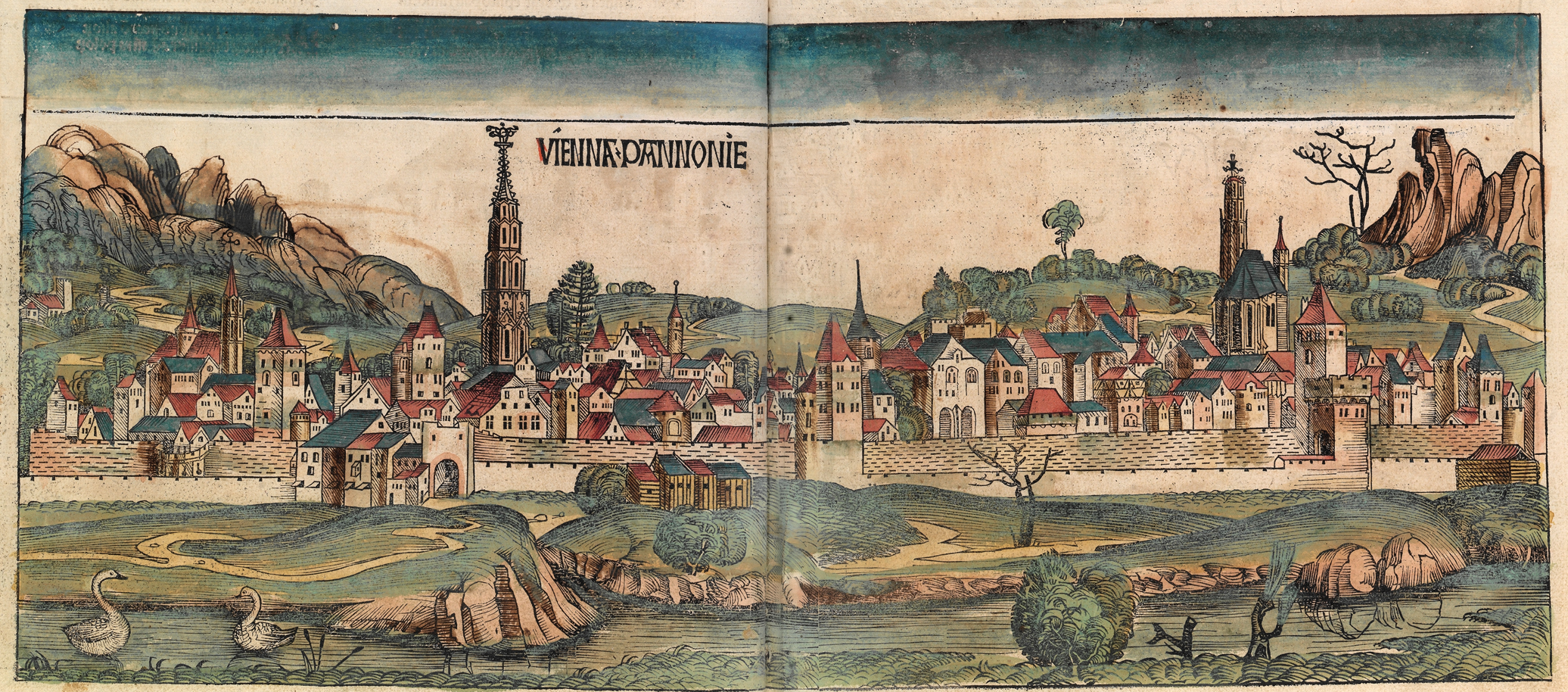
Wien

Die 1809 Illustrationen in der Schedelschen Weltchronik stammen zum großen Teil aus der Werkstatt von Michael Wolgemut, in der unter anderem sein Schwiegersohn Wilhelm Pleydenwurff mitarbeitet.

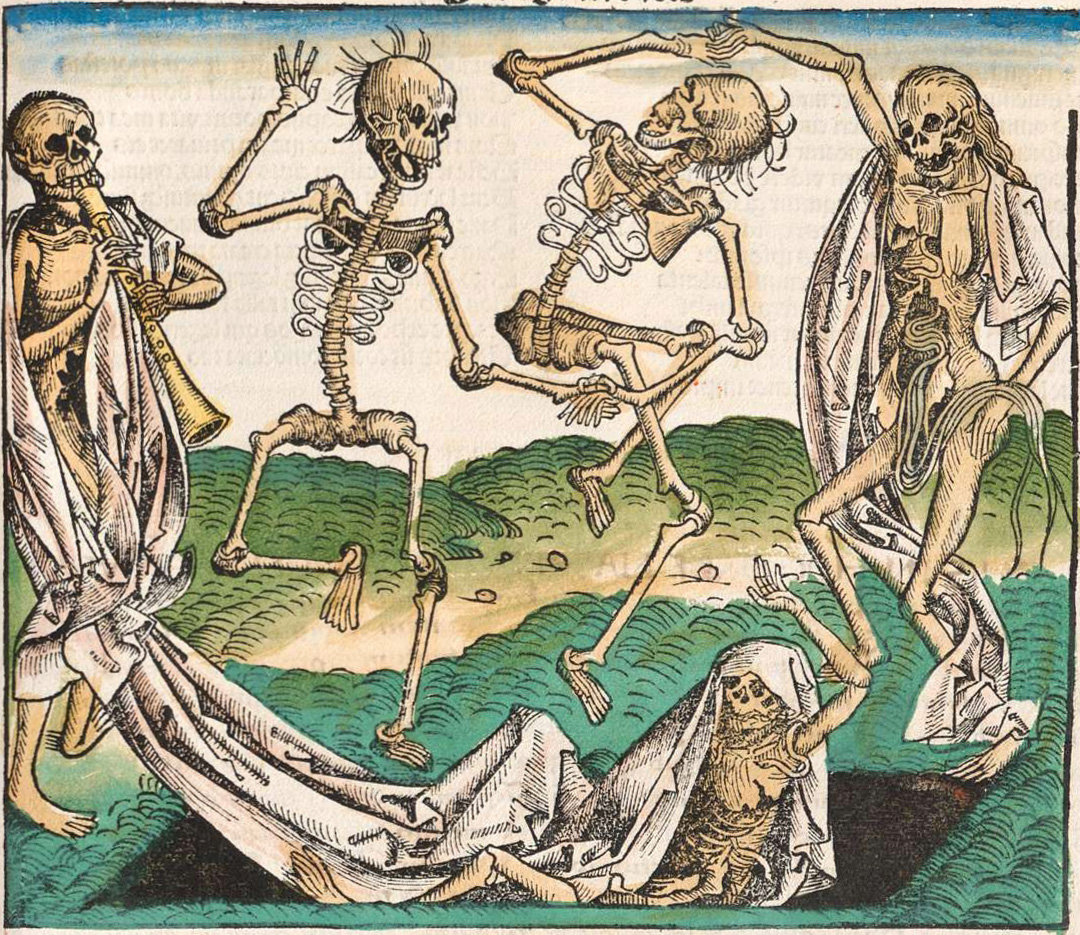
Wolgemut: Tanz der Gerippe

### Kultur

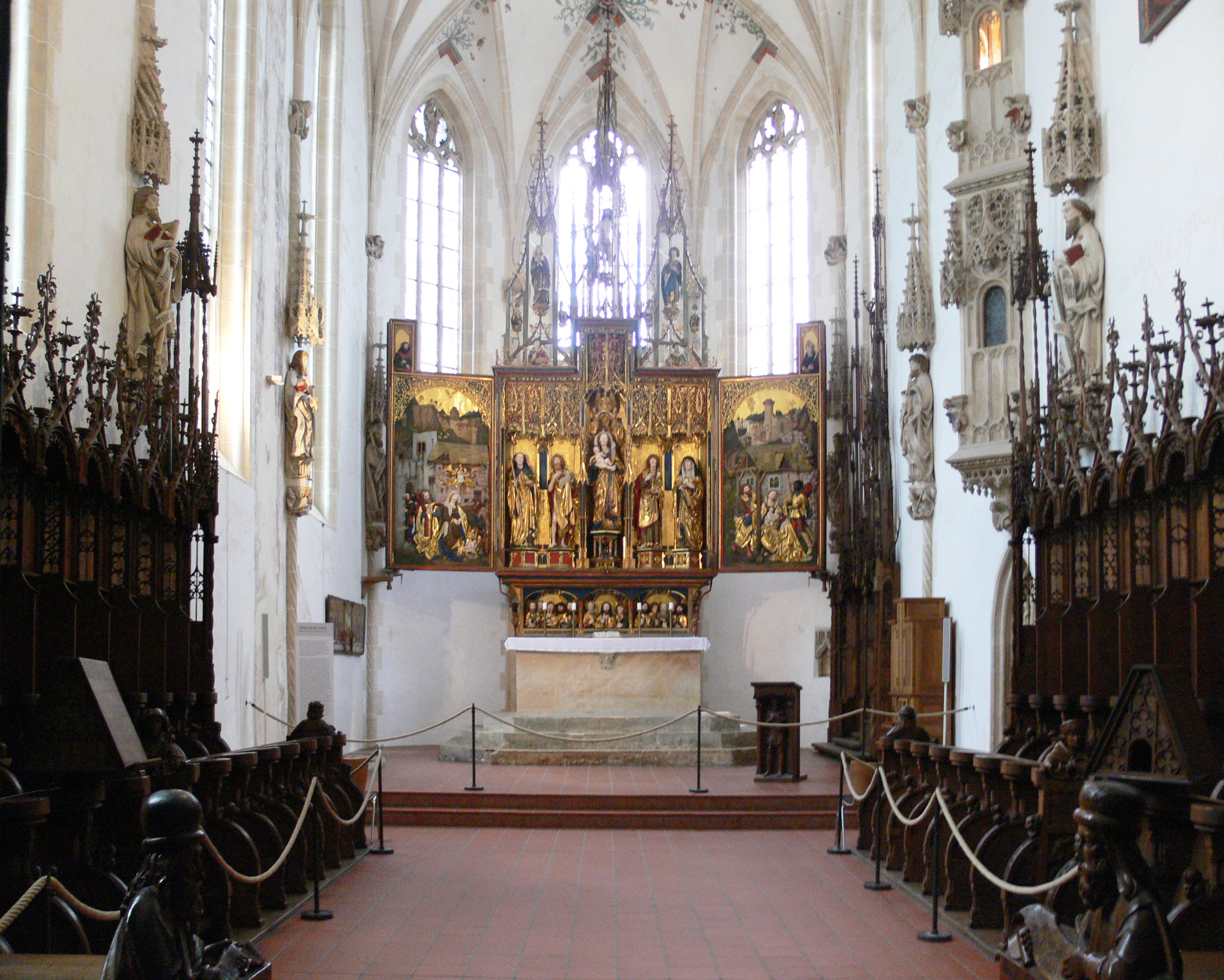
Chorgestühl und Hochaltar im Chor der Klosterkirche Blaubeuren

- Der Hochaltar im Kloster Blaubeuren wird fertiggestellt. Die Figuren stammen von Michael Erhart, die Malerei unter anderem von Bartholomäus Zeitblom.

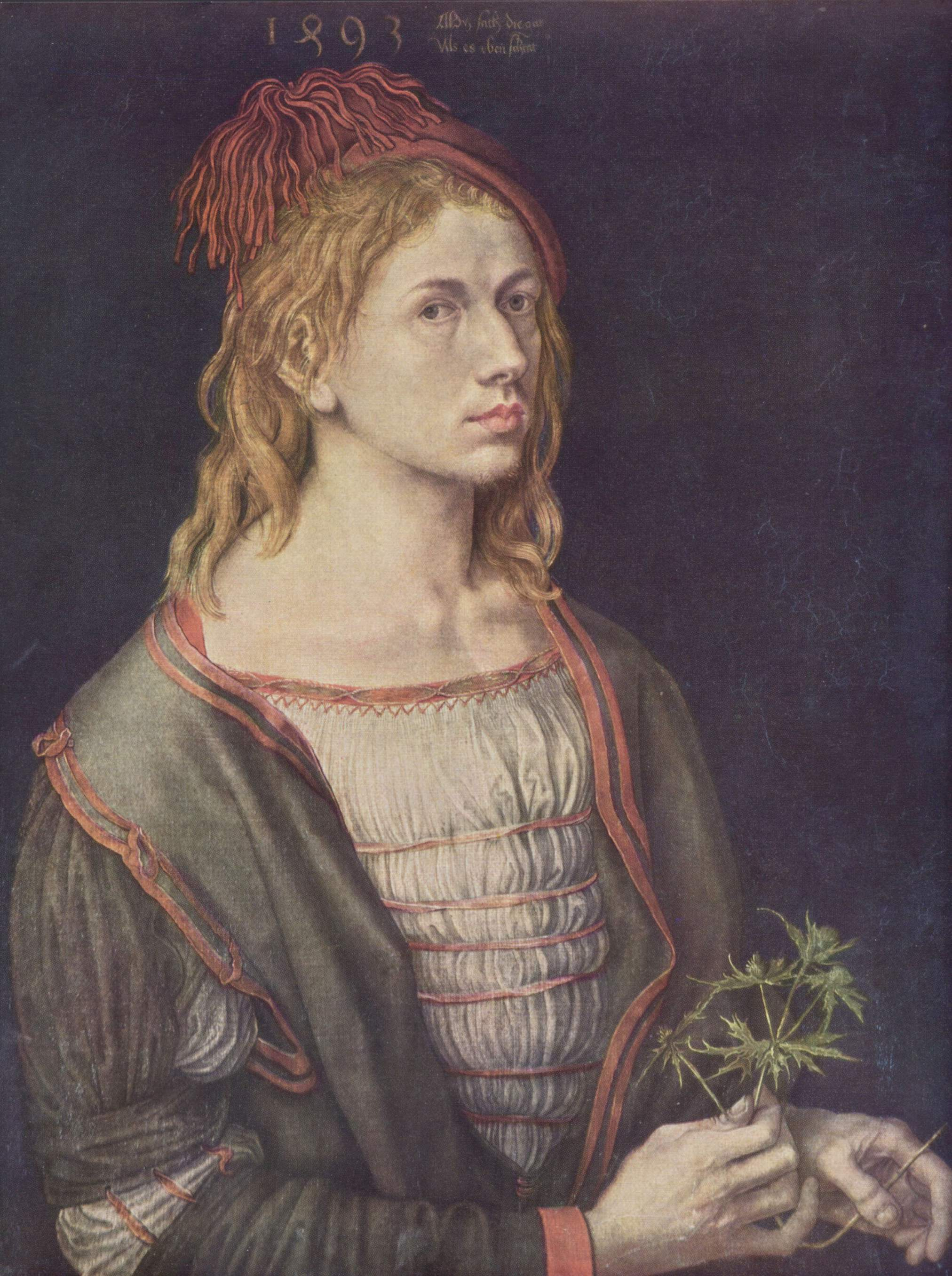
Dürer: Selbstbildnis mit Eryngium

- Albrecht Dürer malt in Öl auf Leinwand das Selbstbildnis mit Eryngium.

### Religion
- 3. Mai: In der Bulle Inter caetera überträgt Papst Alexander VI. den derzeitigen und zukünftigen Herrschern von Kastilien und León die Länder, die von Christoph Kolumbus entdeckt worden sind.
- 4. Mai: In einer weiteren Bulle Inter caetera, die die Bullen Inter caetera vom Vortag und die ebenfalls auf den 3. Mai datierte Bulle Eximiae devotionis ersetzt, grenzt der Papst die Gebiete Kastiliens und Portugals im Atlantischen Ozean durch eine Trennlinie voneinander ab.
- 26. September: Papst Alexander VI. veröffentlicht die Bulle Dudum siquidem. In der Bulle werden in der Hauptsache die bisher verliehenen Privilegien an das spanische und das portugiesische Königshaus zusammengefasst.
- Robert Briçonnet wird Erzbischof von Reims.

## Historische Karten und Ansichten

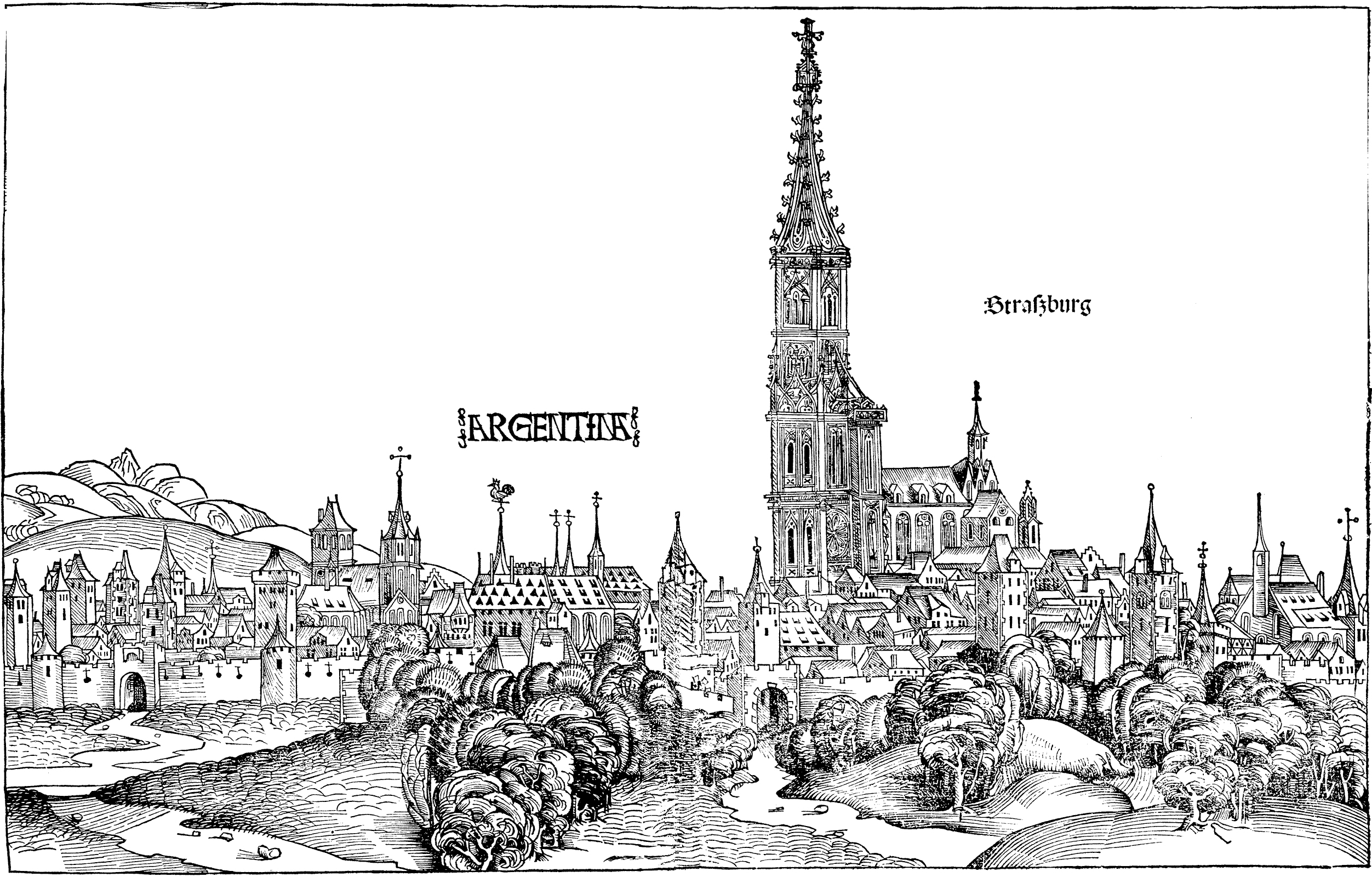
Straßburg 1493

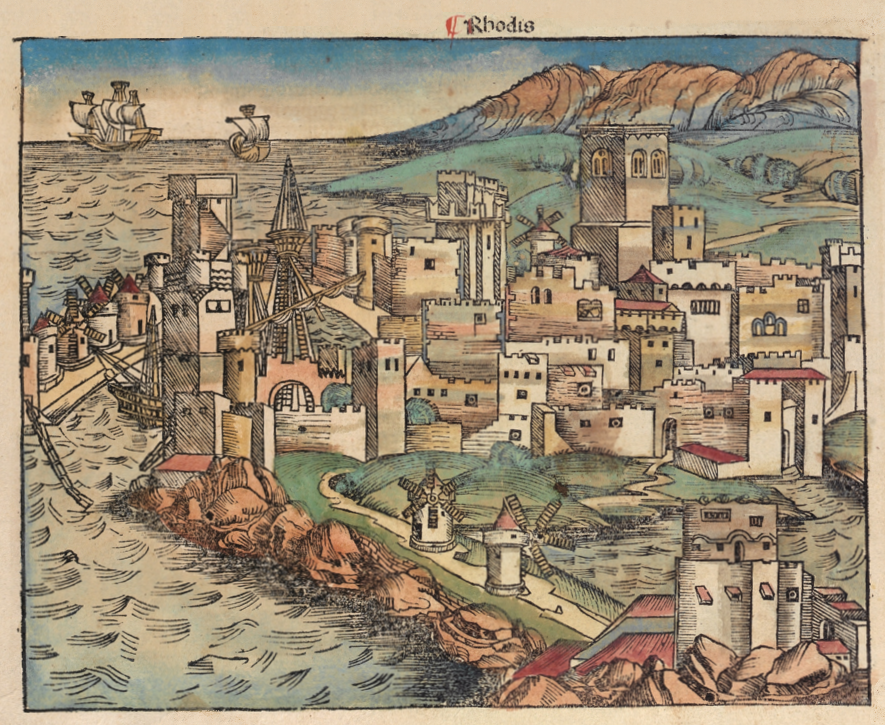
Ansicht der Stadt Rhodos um 1490, veröffentlicht 1493

## Geboren

### Geburtsdatum gesichert
- 02. Januar: Louis de Bourbon-Vendôme, Bischof von Laon, Kardinal und päpstlicher Legat in Savoyen († 1557)
- 06. Januar: Valentin Curtius, deutscher Theologe und Reformator († 1567)
- 06. Januar: Olaus Petri, schwedischer Theologe und Reformator († 1552)
- 09. Januar: Johann von Brandenburg-Ansbach-Kulmbach, Vizekönig von Valencia († 1525)
- 10. Januar: Miklós Oláh, ungarischer Erzbischof, Schriftsteller, Politiker und Theologe († 1568)
- 09. Februar: Helene von der Pfalz, Herzogin von Mecklenburg († 1524)
- 15. März: Anne de Montmorency, französischer Heerführer, Pair, Marschall und Connétable von Frankreich († 1567)
- 11. April: Georg I., Herzog von Pommern († 1531)
- 05. Mai: Alessandro Pasqualini, ursprünglich aus Italien kommender Architekt († 1559)
- 06. Mai: Girolamo Seripando, italienischer Theologe, Generalprior der Augustiner-Eremiten und Erzbischof von Salerno († 1563)
- 05. Juni: Justus Jonas der Ältere, deutscher Reformator († 1555)
- 10. Juni: Anton Fugger, deutscher Reichsgraf und Kaufmann († 1560)
- 11. November: Bernardo Tasso, italienischer Dichter († 1569)
- 13. November: Wilhelm IV., Herzog von Bayern († 1550)
- 17. November: John Nevill, 3. Baron Latymer, englischer Adeliger und Politiker († 1543)
- 19. November: Hans Ungnad, österreichischer Staatsmann († 1564)
- 27. Dezember: Johann Pfeffinger, deutscher evangelischer Theologe und Reformator († 1573)
- 31. Dezember: Eleonora Gonzaga della Rovere, Herzogin von Urbino († 1550)

### Genaues Geburtsdatum unbekannt
- Petrus Mosellanus, deutscher Philologe, Theologe und Kirchenlehrer († 1524)

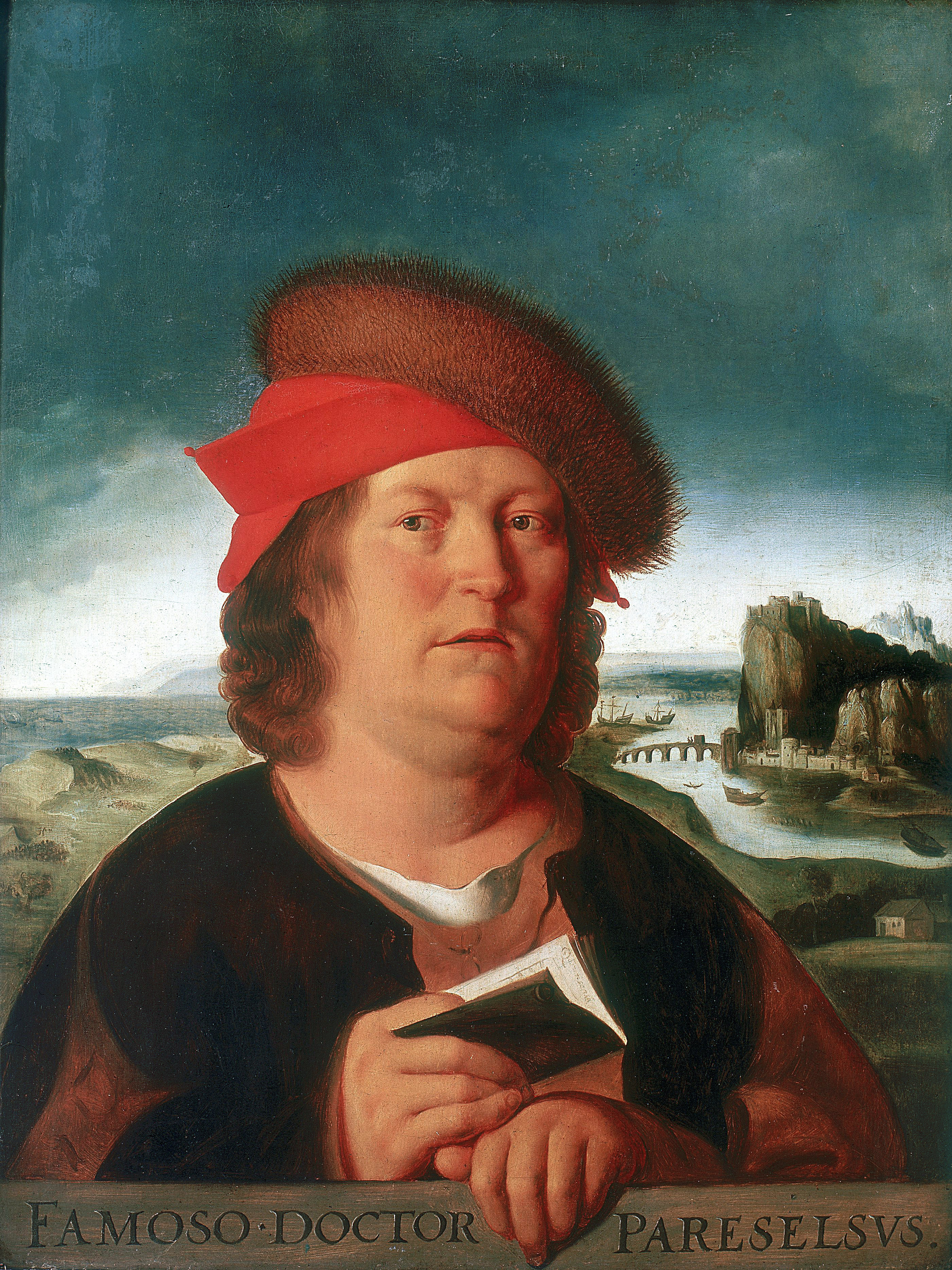
Paracelsus

- Theophrastus Bombastus von Hohenheim, bekannt als Paracelsus, Schweizer Arzt, Alchemist, Astrologe, Mystiker und Philosoph († 1541)

### Geboren um 1493
- 7. Oktober 1488 oder 12. November 1493: Baccio Bandinelli, Florentiner Bildhauer († 1560)
- Alexander Stewart, schottischer Humanist, Erzbischofselekt von St Andrews und Lordkanzler von Schottland († 1513)

## Gestorben

### Todesdatum gesichert
- 17. Februar: Přemysl III., Herzog von Troppau, Domherr von Breslau, Olmütz und Wien (* um 1450)
- 18. März: Johann von Lannoy, westflämischer Adliger, Statthalter von Holland und Seeland (* 1410)
- 31. März: Martín Alonso Pinzón, spanischer Seefahrer und Teilnehmer der ersten Kolumbus-Reise (* 1441)
- 14. Mai: Johann III., Herzog von Ratibor
- 14. Juni: Hermolaus Barbarus, italienischer Scholastiker, Dichter und Humanist (* 1454)
- 19. August: Friedrich III., Kaiser des Heiligen Römischen Reichs (* 1415)
- 20. September: Johann Lüneburg, Lübecker Patrizier, Fastnachtdichter und religiöser Kunstliebhaber (* um 1460)
- 13. Oktober: Busso VIII. von Alvensleben, Bischof in Havelberg (* 1455/60)
- 07. November: Nicol Römer, Kaufmann und Ratsherr in Zwickau (* um 1435)
- 12. November: Jacopo del Sellaio, italienischer Maler (* um 1442)

### Genaues Todesdatum unbekannt
- Isaac II. Aboab, kastilischer Rabbiner (* um 1433)
- Daniil Dmitrijewitsch Cholmski, russischer Fürst, Bojare und Feldherr
- Heinrich von Rübenach, Weihbischof in Köln (* um 1420)
- Abraham Senior, spanischer Magnat und Finanzmann (* 1412)
- Humphrey Talbot, englischer Ritter
- Túpac Yupanqui, Herrscher des Inka-Reiches